# Hedelund
 Der er for få eller ingen kildehenvisninger i denne artikel, hvilket er et problem. Du kan hjælpe ved at angive troværdige kilder til de påstande, som fremføres i artiklen.

Hedelund er Nordeuropas største rhododendronpark. Parken ligger i Brønderslev i Danmark nær Nordjyllands Idrætshøjskole og er tegnet af landskabsarkitektfirmaet Landskabskonsulenterne I/S v/Frans Ameys MDL PLR 

## Historie
Dens historie stammer tilbage fra 1989, hvor P. Holm-Christiansen, Tage Buus, Gunnar Vestergaard og Svend Erik Christensen fik ideen om at omlægge det daværende Hedelundsanlæg til en park beplantet med rhododendroner.
Ideen var blandt andet at tiltrække turister til byen, samtidig med at skabe en park til byens borgere.
Projektet blev accepteret i byrådet, og man begyndte etableringen af parken i 1990.
Parken stod færdig i 1994

## Etableringsprisen
Parkens samlede pris løb op i 4,3 millioner kroner, heraf skænkede byens borgere og virksomheder 1,1 million af beløbet. Brønderslev byråd skænkede 2,7 millioner kroner og de sidste 0,5 millioner kroner skænket af Europæiske Regionale Udviklingsfond.

## Fakta
I den 7 ha store park er der over 10.000 rhododendron-planter fordelt på (p.t.) 129 arter. Der findes adskillige privat-haver med flere arter,[kilde mangler] men det særlige ved denne park er, at der er store bede med hver enkelt art, så de, hver for sig, kan vise "hvad de dur til". 
Flere steder i parken er der opstillet borde og bænke, hvor man evt. kan nyde sin medbragte mad eller kaffe.
Parken er åbnet døgnet rundt hele året, og da der kun er små stigninger i terrænet, er parken let fremkommelig for f.eks. kørestole og barnevogne.
|  | Denne artikel om lokaliteten Hedelund kan blive bedre, hvis der indsættes et (bedre) billede. Du kan hjælpe ved at afsøge Wikimedia Commons for et passende billede eller lægge et op på Wikimedia Commons med en af de tilladte licenser og indsætte det i artiklen. |

57°16′26.71″N 9°56′43.8″Ø / 57.2740861°N 9.945500°Ø